# Reserves Replacement Ratio
Reserves Replacement Ratio, ou RRR, é um termo muito difundido na indústria de petróleo, que pode ser traduzido como Razão de Recomposição de Reservas.
O RRR representa um índice expresso em porcentagem que determina a razão entre as reservas provadas descobertas e as reservas utilizadas por uma companhia em certo período de tempo. A situação desejável é que o RRR seja no mínimo de 100%, indicando que todo o volume de hidrocarbonetos produzido pela empresa foi devidamente recomposto na contabilização do total das suas reservas provadas por igual volume agregado em virtude de novas descobertas. Um RRR abaixo de 100% significa que a empresa não tem um negócio sustentável por longo prazo, ensejando reações negativas de acionistas e investidores.